# Jackie Pretorius
Pour les articles homonymes, voir Pretorius.
Jackie Pretorius, né le 22 novembre 1934 à Potchefstroom (Afrique du Sud) et mort le 30 mars 2009 à Johannesburg, est un pilote automobile sud-africain.
Animateur régulier du championnat d'Afrique du Sud de Formule 1, il a également participé à quatre reprises à son Grand Prix national dans le cadre du championnat du monde de Formule 1 : en 1965, 1968, 1971 et 1973.
Il est mort après trois semaines de coma consécutives à une agression subie à son domicile lors d'un cambriolage. Son épouse était morte dans des circonstances similaires quelques années auparavant.

## Résultats en championnat du monde de Formule 1
| Saison | GP disputés    | Écurie                     | Châssis           | Moteur                | Résultatt       |
| ------ | -------------- | -------------------------- | ----------------- | --------------------- | --------------- |
| 1965   | Afrique du Sud | Jackie Pretorius           | LDS Mk 1          | Alfa Romeo 4 en ligne | Non préqualifié |
| 1968   | Afrique du Sud | Team Pretoria              | Brabham BT11      | Climax 4 en ligne     | Non classé      |
| 1971   | Afrique du Sud | Team Gunston               | Brabham BT26A     | Cosworth V8           | Abandon         |
| 1973   | Afrique du Sud | Frank Williams Racing Cars | Iso-Marlboro FX3B | Cosworth V8           | Abandon         |